# Romgaz
Societatea Națională de Gaze Naturale Romgaz SA, o simplemente Romgaz, es el mayor productor de gas natural en Rumania y uno de los mayores de Europa Oriental. La empresa es responsable de la producción de alrededor del 40% del consumo total de gas natural en Rumania. Su accionista mayoritario es el Gobierno de Rumania, que posee el 85,01%, y el restante 14,99%, sea propiedad de Fondul Proprietatea.
La empresa está especializada en la investigación geológica para el descubrimiento de hidrocarburos, producción, almacenamiento, comercialización y suministro de gas natural y de gas natural condensado. Romgaz se estructura en seis ramas: dos ramas de producción ubicadas en Târgu Mureș y Mediaș, una rama de almacenamiento subterráneo situado en Ploieşti, una rama especial de operaciones ubicado en Mediaş, una rama de mantenimiento ubicado en Târgu Mureş y una oficina internacional situada en Bratislava, Eslovaquia.